# Mario Rubén Álvarez
Mario Rubén Álvarez Benítez (Potrero Yvaté, Veinticinco de Diciembre, San Pedro, 7 de septiembre de 1954) es un poeta bilingüe (español, guaraní), periodista, traductor, docente, investigador de la música paraguaya y conferencista paraguayo. Es miembro de número de la Academia de la Lengua Guaraní, desde su fundación en 2012.

## Obras
Algunos poemas suyos fueron musicalizados por diversos compositores. Entre ellos Yvága Potrero Yvate (música de José Magno Soler), Che sy rovetâme (música de Ángel Benítez), Ko´ê rekávo (música de Joaquín Villalba) y otros.
Seleccionó las obras de Carlos Federico Abente incluidas en la antología titulada Ñemitÿ (2009). Del escritor uruguayo Julio Brum tradujo su poema El secreto de la yerba mate como Ka´a omoñemíva (2017).
En abril de 2017 ofreció conferencias en la Feria Internacional del Libro de Santo Domingo, República Dominicana.
En mayo de 2017 habló sobre el uso del guaraní en las obras de Augusto Roa Bastos en la Casa de las Américas de La Habana, Cuba.
Ganó los concursos de poesía joven del Instituto de Cultura Hispánica, de Asunción, en 1977 y 1979. 
Es miembro de la Sociedad de Escritores del Paraguay, el PEN Club Paraguay, el Sindicato de Periodistas del Paraguay y la Academia de la Lengua Guaraní.
Es autor de Las voces de la memoria: historias de canciones populares paraguayas, obra publicada en diez tomos entre 2003 y 2009. También ha publicado biografías sobre Carlos Miguel Jiménez, Carlos Federico Abente y Los hermanos Larramendia.
- Lo mejor del folklore paraguayo (Editorial El Lector, 2002)
- Las voces de la memoria: historias de canciones populares paraguayas (diez tomos, entre 2003 y 2009)
- El viaje perpetuo de los hermanos Larramendia (2013, Servilibro)
- Carlos Miguel Jiménez, el poeta de la patria soñada (2014, Servilibro)
- Carlos Federico Abente, sembrador de poesía (2014, Servilibro)